# Philippe Narmino
Philippe Narmino (né le 16 décembre 1953 à Monaco) est un magistrat monégasque.
Il est directeur des Services Judiciaires (équivalent de ministre de la Justice) et est président du Conseil d'État de la principauté de Monaco,.
Philipe Narmino est sérieusement mis en cause en cause dans l'affaire Rybolovlev.
Accusé de trafic d'influence, il annonce prendre sa retraite anticipée  le 14 septembre 2017.

## Biographie
Philippe Narmino naît le 16 décembre 1953 à Monaco. Il est magistrat de formation et diplômé d'études approfondies en droit privé (université de Nice, 1976) et de l'École nationale de la magistrature en France (promotion 1977-1978). Il est nommé juge en 1981, puis premier juge en 1989, vice-président en 1991, premier vice-président au tribunal de première instance en 1996 puis président du tribunal de première instance en septembre 1998, poste qu'il occupe jusqu'à sa nomination en tant que directeur des Services judiciaires et président du Conseil d’État le 3 janvier 2006,. C’est à ce titre qu’il remplit les fonctions d’officier d'état civil de la famille souveraine, en vertu de l’article 14 des statuts de la famille souveraine édictés le 15 mai 1882,.
Philippe Narmino est également vice-président de la Croix-Rouge monégasque.

## Controverses

### Audition par le Groupe d'États contre la corruption (Greco)
Du 21 au 25 novembre 2016, Philippe Narmino et plusieurs hauts fonctionnaires et élus monégasques sont auditionnés par des représentants du Groupe d'États contre la corruption (Greco), une émanation[évasif] du Conseil de l'Europe. Cette visite faisait suite au scandale causé par l'achat d'un appartement sur la Riviera italienne à un proche de Silvio Berlusconi par Jean-Pierre Dreno, qui était alors procureur général de la principauté sous les ordres de Philippe Narmino. Jean-Pierre Dreno a depuis été muté à Aix-en-Provence.

### Panama Papers
Selon le Consortium international des journalistes d'investigation (ICIJ), le cabinet de conseil juridique monégasque Narmino & Dotta, dirigé par Antoine Narmino, fils de Philippe Narmino, a joué le rôle d'intermédiaire pour la création de vingt-neuf sociétés offshore panaméennes. Cette révélation a posé le problème de l'existence de conflits d'intérêts au plus haut de l'État et jeté le doute sur la volonté réelle de la Principauté de donner priorité à la transparence financière comme l'avait annoncé le 1er février 2016 son ministre d’État Serge Telle.

### Affaire du milliardaire Dmitri Rybolovlev
Philipe Narmino est sérieusement mis en cause en cause dans l'affaire Rybolovlev. En conflit avec son marchand d'art Yves Bouvier, l'Oligarche Russe Dmitri Rybolovlev aurait instrumentalisé la justice Monégasque afin de faire arrêter son marchand d'art.
Lors de l'automne 2017, les journaux Médiapart et Le Monde révèlent que peu avant l'arrestation de Yves Bouvier, Philippe Narmino a recu des cadeaux de l'Oligarche, participé à des dîners somptueux avec lui, et  passé un week-end dans sa résidence suisse de Gstaad.
Accusé de trafic d'influence, le directeur des Services judiciaires de la principauté fait valoir, le 14 septembre 2017, ses droits à une mise en retraite anticipée.
Le 8 novembre 2018, Philippe Narmino, est mis en examen pour trafic d'influence passif et actif et pour corruption passive.

## Vie privée
Philippe Narmino est marié et père de deux enfants.